# Catecismo na Língua Brasílica
O Catecismo na língua brasílica, no qual se contém a suma da doutrina cristã, publicado em 1618 por Antônio de Araújo, foi o primeiro dos catecismos publicados em tupi antigo e é, também, o mais longo texto de que se tem conhecimento nessa língua.:104 Ele orientou, por quase dois séculos, os missionários na obra de evangelização no Brasil Colônia.:6 Foi uma adaptação do catecismo publicado em 1602 pelos jesuítas Marcos Jorge e Inácio Martins. Além disso, sabe-se que José de Anchieta, já em 1595, tinha o desejo de publicar uma doutrina cristã.:2
A obra é quase toda escrita em tupi antigo, por meio de diálogos e exortações. Apenas no livro VII é que se verifica predominância de outra língua, a latina.:7 Em 1686, recebeu uma segunda edição feita pelo padre jesuíta Bartolomeu de Leão,:3 o qual atualizou sua ortografia, bem como a língua em si, que já havia sido um pouco alterada por influência do português. Bartolomeu de Leão também fez algumas outras modificações.:6
O Catecismo na língua brasílica está longe de ser um trabalho de autoria intelectual única, sendo uma obra de caráter coletivo consolidada, enfim, por Antônio de Araújo.:11 São de sua autoria o Confessionário, com a Tabuada de nomes de parentesco, o Ritual e os Novíssimos (livros VI, VII, VIII e IX), além das exortações. Também escreveu o Prólogo, as Advertências para a pronunciação e o Catálogo de todos os dias santos de guarda, e de jejum.(10–11)
Já o padre Cristóvão Valente foi o responsável pelas Cantigas na língua, para os meninos da Santa Doutrina. Quanto à autoria do restante do livro, Serafim Leite cita pelo menos sete nomes: Azpilcueta Navarro, Pero Correia, Leonardo do Vale, José de Anchieta, Luís da Grã, Antônio de Araújo e Bartolomeu de Leão.(10–11)

## Amostra de texto
O texto a seguir diz respeito ao dia 25 de dezembro no Catálogo de todos os dias santos de guarda, e de jejum.(24–25) 

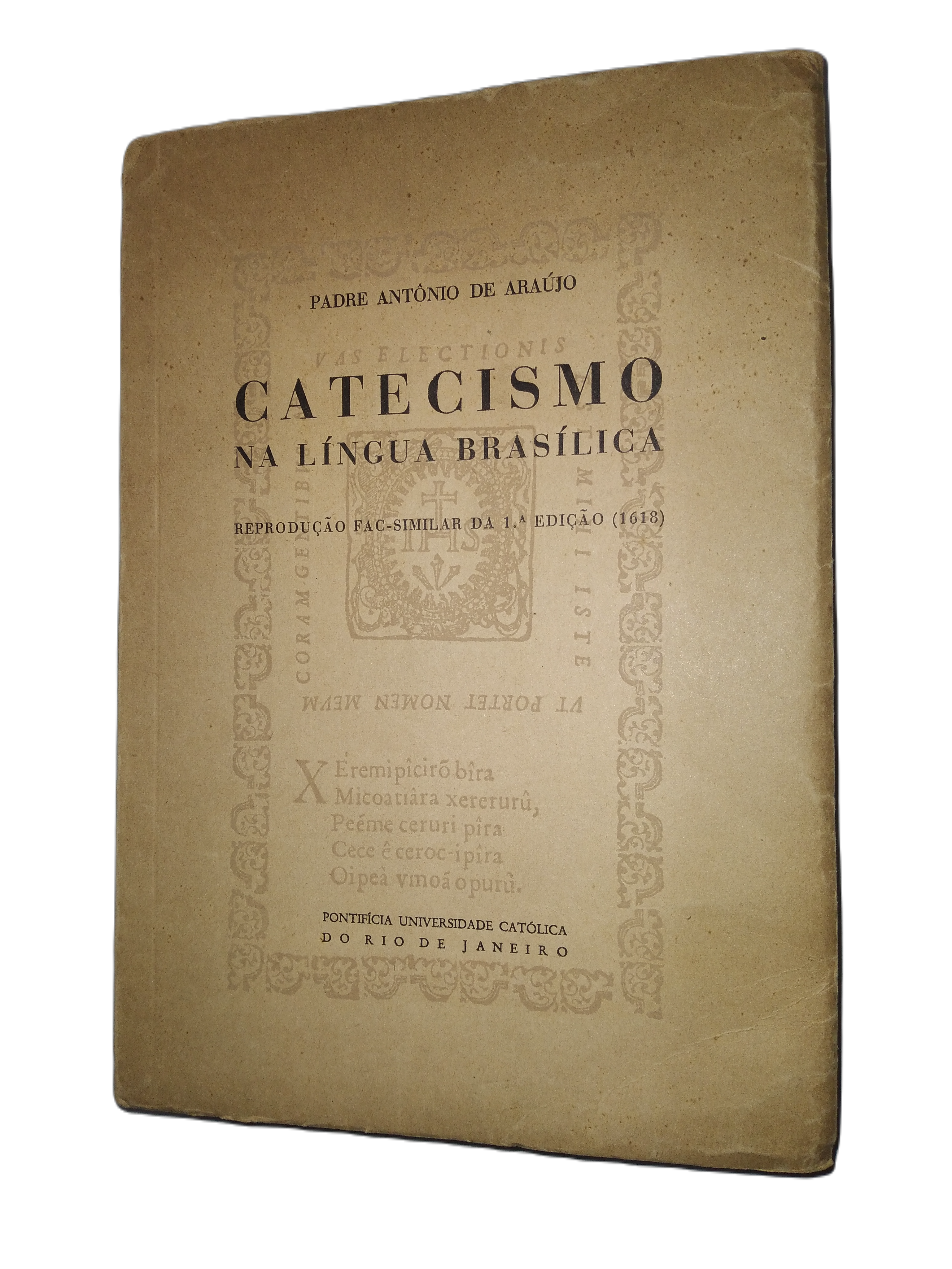
Fac-símile de 1952 da primeira edição

| Tupi antigo                       | Tradução literal por Eduardo Navarro                   |
| --------------------------------- | ------------------------------------------------------ |
| Onhemoarûábo mba'eîare'yma îabé,  | Fazendo-se humilde como um pobre,                      |
| ybyrá itá monhangymbyra kupépe,   | atrás de uma cerca feita de pedras,                    |
| so'o mimbaba roka ogûar gupabamo. | tomou a casa dos animais de criação como sua pousada.  |
| Semi'uru rupápe i xy i nongi.     | Sua mãe o pôs no lugar onde estava a manjedoura deles. |